# Grunja Jefimowna Sucharewa
Grunja Jefimowna Sucharewa (auch Grunya Efimovna Sukhareva, russisch Груня Ефимовна Сухарева; * 11. November 1891 Kiew; † 26. April 1981 Moskau) war eine russische Ärztin für Psychiatrie. Sucharewa gehört zu den Pionieren der Kinder- und Jugendpsychiatrie in der UdSSR.
Sie war die erste, die 1925 eine detaillierte Beschreibung autistischer Merkmale veröffentlichte. Die Originalarbeit erschien auf Russisch und wurde ein Jahr später auf Deutsch veröffentlicht. Sula Wolff übersetzte den Text 1996 auf Englisch.
Sucharewa verwendete zunächst den Begriff „schizoide (exzentrische) Psychopathie“, ersetzte ihn jedoch später durch „autistische (pathologisch vermeidende) Psychopathie“, um Autismus als Krankheitsbild zu beschreiben. Der Artikel entstand fast zwei Jahrzehnte vor den Fallberichten von Hans Asperger und Leo Kanner. Während Kanners Arbeiten bald aufgegriffen wurden und Aspergers zunächst nur auf Deutsch publizierte Arbeiten ab den 1970er Jahren Beachtung fanden, blieb Sucharewas Pionierarbeit noch bis in die 1990er Jahre unbeachtet.
Da Sucharewas Autismusforschung innerhalb eines Jahres nach ihrer inländischen Veröffentlichung in deutschsprachigen Fachzeitschriften veröffentlicht wurde, gab es für Asperger und Kanner keine ernsthafte Barriere für den Zugang zu diesen Materialien. Kanner zitierte Sucharewas 1932 publizierten Artikel Über den Verlauf der Schizophrenien im Kindesalter in einer 1949 und einer 1962 veröffentlichten Arbeit. Ob Sucharewas jüdische Herkunft eine Rolle darin gespielt haben könnte, dass ihre umfangreiche Forschung in den Arbeiten Aspergers nicht erwähnt wird, lässt sich nicht genau bestimmen und ist Gegenstand von Diskussionen in der Fachwelt.

## Leben
Sucharewa wirkte von 1917 bis 1921 an der psychiatrischen Universitätsklinik in Kiew. Anschließend organisierte sie psychiatrische Einrichtungen in Moskau, bevor sie 1933 als Professorin nach Charkow berufen wurde. 1938 wechselte sie in die Leitung der Klinik für Kinderpsychiatrie nach Moskau, wo sie auch am zentralen Institut für ärztliche Weiterbildung lehrte.

## Schriften (Auswahl)
- Die schizoiden Psychopathien im Kindesalter. In: Monatsschrift für Psychiatrie und Neurologie. Band 60, 1926, S. 235–261.